# Quesnelia edmundoi
Quesnelia edmundoi är en gräsväxtart som beskrevs av Lyman Bradford Smith. Quesnelia edmundoi ingår i släktet Quesnelia och familjen Bromeliaceae. Inga underarter finns listade i Catalogue of Life.

## Bildgalleri

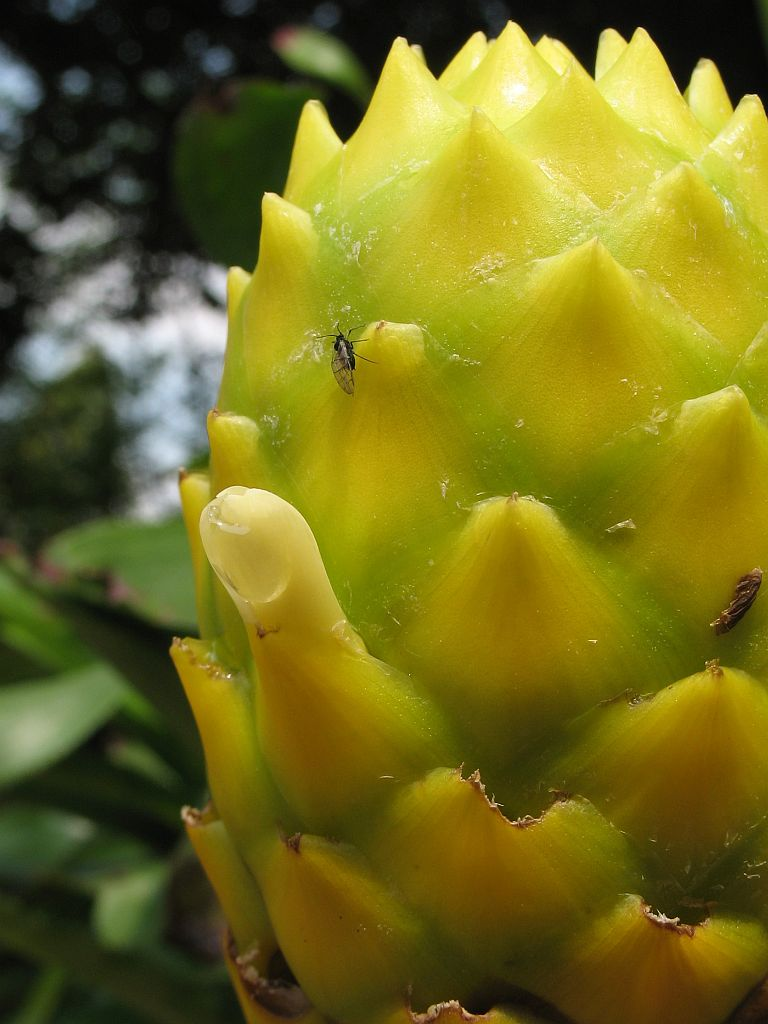
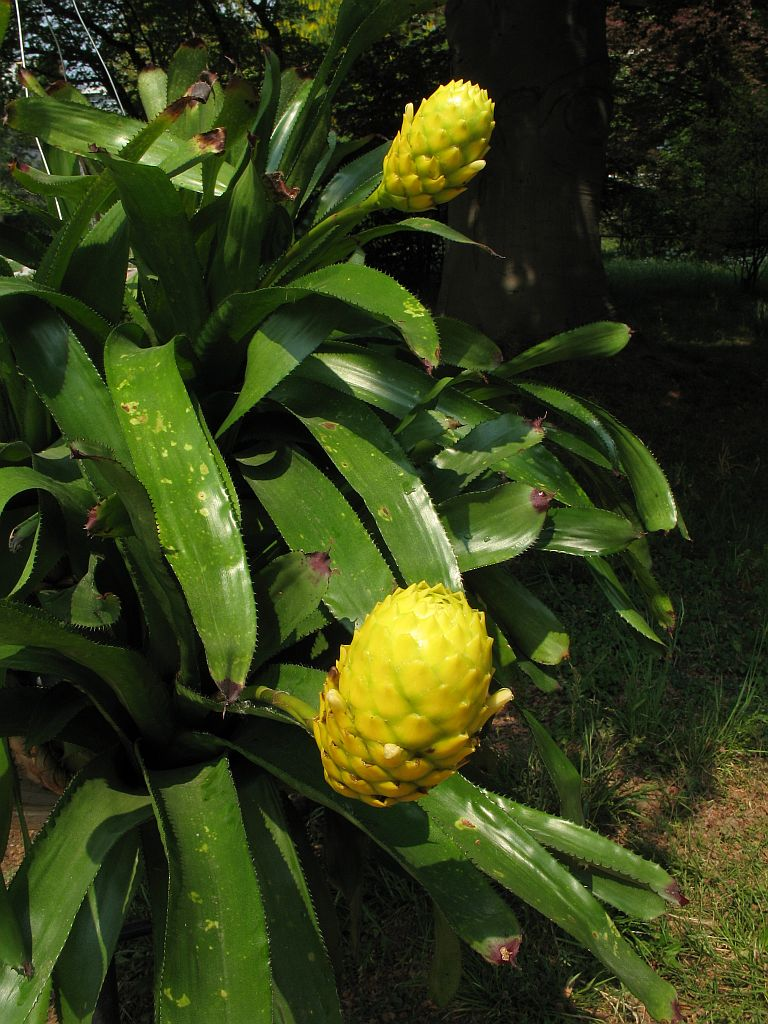